# Alloclubionoides quadrativulvus
Alloclubionoides quadrativulvus är en spindelart som först beskrevs av Paik 1974.  Alloclubionoides quadrativulvus ingår i släktet Alloclubionoides och familjen mörkerspindlar. Inga underarter finns listade i Catalogue of Life.